# シカゴ・ブルズのチーム記録
シカゴ・ブルズチーム記録はNBAのシカゴ・ブルズのチーム記録である。
現役選手の記録も取り上げる。各部門のランク中（現役）は現在このチームに在籍していることを表す。
- 連勝=18（1995-96）　このシーズンチームは72勝10敗でNBA記録を記録した。またホームで2敗しかしなかった。また、32戦中31勝も記録した[1]。
- 連敗=19（2002-03）[2]

## 通算得点
1. 29,277　マイケル・ジョーダン
2. 15,123　スコッティ・ピッペン
3. 12,623　ボブ・ラブ
4. 10,286　ルオル・デン
5. 10,233　ジェリー・スローン
6. 10,056　ザック・ラビーン（現役）
7. 9,788　チェト・ウォーカー
8. 9,288　アーティス・ギルモア
9. 8,536　カーク・ハインリック
10. 8,279　レジー・セウス

## 通算リバウンド
1. 5,836　マイケル・ジョーダン
2. 5,745　トム・ボーウィンクル
3. 5,726　スコッティ・ピッペン
4. 5,387　ジョアキム・ノア
5. 5,385　ジェリー・スローン
6. 5,342　アーティス・ギルモア
7. 4,721　ホーレス・グラント
8. 4,222　デビッド・グリーンウッド
9. 4,078　ルオル・デン
10. 3,998　ボブ・ラブ

## 通算アシスト
1. 5,012　マイケル・ジョーダン
2. 4,494　スコッティ・ピッペン
3. 3,676　ノーム・ヴァン・ライアー
4. 3,004　カーク・ハインリック
5. 2,516　デリック・ローズ
6. 2,472　レジー・セウス
7. 2,394　ジョン・パクソン
8. 2,008　ボブ・ワイス
9. 2,007　トム・ボーウィンクル
10. 1,840　トニー・クーコッチ

## 通算ブロック(73-74シーズンから)
1. 1,029　アーティス・ギルモア
2. 828　マイケル・ジョーダン
3. 803　ジョアキム・ノア
4. 774　スコッティ・ピッペン
5. 695　タージ・ギブソン（現役）
6. 579　ホーレス・グラント
7. 573　デイブ・コージン
8. 526　デビッド・グリーンウッド
9. 487　タイソン・チャンドラー
10. 360　ルオル・デン

## 通算スティール(73-74シーズンから)
1. 2,306　マイケル・ジョーダン
2. 1,792　スコッティ・ピッペン
3. 857　カーク・ハインリック
4. 724　ノーム・ヴァン・ライアー
5. 639　ルオル・デン
6. 587　ホーレス・グラント
7. 583　ジミー・バトラー（現役）
8. 580　レジー・セウス
9. 481　ジョアキム・ノア
10. 476　トニー・クーコッチ

## 出場試合
1. 930　マイケル・ジョーダン
2. 856　スコッティ・ピッペン
3. 748　カーク・ハインリック
4. 696　ジェリー・スローン
5. 645　ジョン・パクソン
6. 637　ルオル・デン
7. 635　トム・ボーウィンクル
8. 592　ボブ・ラブ
9. 572　ジョアキム・ノア
10. 562　タージ・ギブソン（現役）

## 3ポイントシュート（NBAでは79-80より公式記録）成功
1. 1,130　ザック・ラビーン（現役）
2. 1,049　カーク・ハインリック
3. 985　コービー・ホワイト（現役）
4. 770　ベン・ゴードン
5. 664　スコッティ・ピッペン
6. 555　マイケル・ジョーダン
7. 505　ニコラ・ブーチェビッチ（現役）
8. 493　ラウリ・マルカネン（現役）
9. 432　ニコラ・ミロティッチ
10. 430　スティーブ・カー

## フリースロー成功
1. 6,798　マイケル・ジョーダン
2. 2,727　ボブ・ラブ
3. 2,672　チェト・ウォーカー
4. 2,477　スコッティ・ピッペン
5. 2,355　アーティス・ギルモア
6. 2,241　ジェリー・スローン
7. 2,090　レジー・セウス
8. 1,925　ルオル・デン
9. 1,856　ジミー・バトラー（現役）
10. 1,836　ザック・ラビーン（現役）

## 50得点以上
- 69得点　マイケル・ジョーダン
- 64得点　マイケル・ジョーダン
- 63得点　マイケル・ジョーダン（プレーオフ記録）
- 61得点　マイケル・ジョーダン（2回）
- 59得点　マイケル・ジョーダン
- 58得点　マイケル・ジョーダン
- 57得点　マイケル・ジョーダン
- 56得点　チェット・ウォーカー
- 56得点　マイケル・ジョーダン（2回、内1回はプレーオフ）
- 55得点　マイケル・ジョーダン（4回、内1回はフェニックス・サンズとのNBAファイナル）
- 54得点　マイケル・ジョーダン（3回、内1回はプレーオフ）
- 53得点　マイケル・ジョーダン（4回）
- 53得点　ジミー・バトラー
- 52得点　マイケル・ジョーダン（7回）
- 51得点　マイケル・ジョーダン（2回）
- 51得点　ザック・ラビーン
- 50得点　マイケル・ジョーダン（8回、内2回はプレーオフ）
- 50得点　ジャマール・クロフォード
  - スコッティ・ピッペンの自己ベストは47得点である。

## その他
- シーズン平均得点
- 37.1　マイケル・ジョーダン
- 新人最多平均得点
- 28.2　マイケル・ジョーダン

- 6度のNBAファイナルを制してチャンピオンリングを6つ持っているのはブルズの関係者では、マイケル・ジョーダン、スコッティ・ピッペン、ヘッドコーチだったフィル・ジャクソン（ロサンゼルス・レイカーズでも獲得）だけである。

トリプルダブル
- 28回　マイケル・ジョーダン
- 15回　スコッティ・ピッペン
- 7回　ジョアキム・ノア、ジョシュ・ギディー

## 主なアメリカ国籍以外の選手
- ルーク・ロングリー（オーストラリア）
- ビル・ウェニントン（カナダ）
- トニー・クーコッチ（クロアチア）
- ターボ・セフォロシャ（スイス）
- オメール・アーシュク（トルコ）
- コーネール・デーヴィッド（ハンガリー）
- アンドレス・ノシオーニ（アルゼンチン）
- ヴィクトル・ハラッパ（ロシア）
- ジョアキム・ノア（フランス）
- マルコ・ベリネッリ（イタリア）
- クリスティアーノ・フェリシオ（ブラジル）
- ラウリ・マルカネン（フィンランド）
- マルコ・シモノビッチ（モンテネグロ）
- ニコラ・ブーチェビッチ（モンテネグロ）
- ゴラン・ドラギッチ（スロベニア）
- コスタス・アデトクンボ（ギリシャ）
- アダマ・サノゴ（マリ）
- ヘンリ・ドレル（エストニア）
- オヌラルプ・ビティム（トルコ）
- ジョシュ・ギディー（オーストラリア）
- マタス・ブゼリス（リトアニア）